# 陶建
陶建（1957年—），四川开江人，汉族，中华人民共和国政治人物、第十一届全国人民代表大会内蒙古地区代表。
毕业于内蒙古自治区党校经济管理专业。加入中共，担任内蒙古自治区政法委副书记。2008年起担任全国人大代表。